# 车在景
车在景（韓語：차재경，1971年11月1日—），韩国前女子手球运动员。她曾代表韩国国家队参加1992年夏季奥林匹克运动会手球比赛，获得一枚金牌。她也曾参加1994年亚洲运动会。